# Gestion de l'eau dans Orléans Métropole

Localisation d'Orléans Métropole (en bleu) sur une carte du Loiret

La gestion de l'eau dans Orléans Métropole couvre d'une part le service public d'eau potable ayant pour objet de fournir à tout usager habitant sur le territoire de la métropole française Orléans Métropole (Loiret) une eau courante (captage, traitement, distribution) et d'autre part le service public d'assainissement des eaux usées et des eaux pluviales (récupération, traitement dans six stations d'épuration, évacuation au milieu naturel). Cet article ne traite pas de la gestion des eaux naturelles et des milieux aquatiques.
Avant le passage en communauté urbaine puis en métropole, la maîtrise d'ouvrage du service d'eau potable est très diversifiée puisque sur les 22 communes appartenant à la métropole, 15 communes produisent et distribuent elles-mêmes l'eau (ou ont recours à une autre commune) et 7 ont recours à un syndicat (deux sont membres du SIAEP des Usages et cinq du SIAEP Vals Loire Bionne & Cens). Concernant l'exploitation du réseau (canalisations) et des équipements (stations de traitement, châteaux d'eau, stations de relèvement, etc), 13 communes disposent d'une régie municipale et 9 ont signé une délégation de service public par affermage. Entre le 1er janvier 2017 et le 1er mai 2017, la communauté urbaine s'est substituée aux communes et syndicats pour la maîtrise d'ouvrage. Depuis le 1er mai 2017, la métropole s'est substituée à la communauté urbaine.
La maîtrise d'ouvrage du service d'assainissement est plus claire puisque l'ensemble des communes ont transféré la compétence à la métropole. Concernant l'exploitation du réseau et des équipements d'eaux usées et pluviales, l'organisation a été simplifiée en 2016. La métropole a signé deux contrats de délégation de service public avec respectivement Suez qui gère Les réseaux de 10 communes et Véolia qui gère 5 des 6 stations d'épuration.  Les services de la métropole gèrent quant à eux en régie les réseaux des 12 communes non gérées par Suez et la station d'épuration de l'Île Arrault située au sud de la Loire.
La qualité de l'eau fait l'objet d'un suivi spécifique et les principales données sont accessibles.
Le prix de l'eau potable est différent selon les communes. En 2013, 5 communes facturaient un prix au mètre cube supérieur à celui de la moyenne du Loiret (1,69 €/m3), mais seulement deux au-dessus de la moyenne nationale (2,03 €/m3). Celui de l'assainissement est par contre unifié sur l'ensemble du territoire de la métropole orléanaise (2,32 €/m3), légèrement inférieur à la moyenne du Loiret (2,38 €/m3) mais supérieur à la moyenne nationale (1,89 €/m3).

## Eau potable

### Maîtrise d'ouvrage

#### Principes généraux
Le service public d’eau potable a pour objet de fournir à tout usager une eau courante présentant des qualités la rendant propre à la consommation humaine. Constitue un service public d’eau potable « tout service assurant tout ou partie de la production par captage ou pompage, de la protection du point de prélèvement, du traitement, du transport, du stockage et de la distribution d'eau destinée à la consommation humaine » .
En France, la commune est administrativement responsable de la distribution de l’eau potable. Il s'agit d'une compétence obligatoire depuis  l’adoption de la loi du 30 décembre 2006 sur l’eau et les milieux aquatiques. Ce principe a été assorti de l’obligation d’arrêter un schéma de distribution d’eau potable en vue de délimiter les zones desservies par le réseau de distribution et donc in fine les zones dans lesquelles une obligation de desserte s’applique. Dans ces zones, la commune ne peut refuser le branchement sauf dans des cas très particuliers tels qu’une construction non autorisée ou de façon plus générale en méconnaissance des règles d’urbanisme. Par ailleurs, les distributions municipales d'eau potable doivent s'assurer du respect des exigences fixées par l'article R. 1321-2 du code de la santé publique pour les eaux destinées à la consommation humaine (limites de qualité, etc.).
La production d’eau potable, son transport et son stockage sont par contre des compétences facultatives des communes.
Compte tenu de sa nature de service de réseau, le service public d’eau potable  constitue un domaine privilégié de coopération, soit sous la forme d’établissements publics de coopération intercommunale (EPCI), soit à travers  des syndicats mixtes ou à vocation unique. Dès lors qu’une commune confie à l’un de ces  établissements publics de coopération l’exercice d’une ou plusieurs missions relevant de la compétence « eau potable », l’établissement public se substitue à la commune dans ses droits et obligations pour l’exercice de ladite compétence. L’eau est par contre une compétence obligatoire des métropoles et des communautés urbaines   et une compétence optionnelle des communautés d’agglomération.

#### Organisation avant le passage en communauté urbaine et métropole
La communauté d'agglomération Orléans Val de Loire (CAOVL) n'ayant pas choisi l'option facultative de gestion de l'eau, la maîtrise d'ouvrage de la production et de la distribution d'eau potable sur le territoire de la (CAOVL) est assurée soit par les communes elles-mêmes soit par des syndicats. Avant le passage en métropole, la répartition des maîtrises d'ouvrage est la suivante : 
- 10 communes ont une régie municipale qui produit et distribue l'eau potable de la commune ;
- 4 communes distribuent mais font appel à une autre commune pour la production (Saint-Denis-en-Val, Saint-Jean-de-la-Ruelle, Saint-Jean-le-Blanc et Saint-Pryvé-Saint-Mesmin qui font appel à Orléans qui produit l'eau à l'aide de l'Usine du Val) ;
- 1 commune (Semoy) a recours à une autre commune (Saint-Jean-de-Braye) pour la production et la distribution (depuis le 1er janvier 2017[11]) ;
- 7 communes ont recours à un syndicat : deux (Chanteau et Marigny-les-Usages) sont membres du SIAEP des Usages (qui gère également Rébréchien et Vennecy[12]) et cinq du SIAEP Vals Loire Bionne & Cens (qui gère également Donnery[13]).

Le SIAEP Vals de Loire, Bionne et Cens est un Syndicat intercommunal à vocation unique qui a été créé 	le 18 mai 1994 et dont le siège est à Chécy. Il regroupe six communes Boigny-sur-Bionne, Bou, Chécy, Combleux, Donnery et Mardié. Au 31 décembre 2014, le syndicat desservait 17 743 habitants, correspondant à 7 446 abonnés. La consommation moyenne par abonné (consommation moyenne annuelle domestique + non domestique rapportée au nombre d'abonnés) était de 101 m3/abonné.
Le SIAEP des Usages est un Syndicat intercommunal à vocation unique qui a été créé le 18 mars 1958 et dont le siège est à Vennecy. Il regroupe quatre communes Chanteau, Marigny-les-Usages, Rebréchien et Vennecy.

#### Organisation après le passage en communauté urbaine le1erjanvier 2017
La gestion de l'eau potable (production et distribution) étant une compétence obligatoire de la communauté urbaine, l'organisation globale de la gestion du service doit être modifiée en conséquence. La communauté urbaine se substituant aux communes et syndicats, les contrats de délégations de service doivent en particulier être modifiés.
Ainsi le 16 février 2017, le conseil de communauté approuve un avenant au contrat d'affermage du service d'eau potable confié à la société Nantaise des Eaux Services sur le territoire des communes de Boigny-sur-Bionne, Bou, Chécy, Combleux et Mardié, ayant pour objet de formaliser la substitution de la communauté urbaine Orléans Métropole au Syndicat intercommunal d alimentation en eau potable des Vals de Loire, Bionne et Cens.

#### Organisation depuis le passage en métropole le1ermai 2017
La gestion de l'eau potable (production et distribution) étant une compétence obligatoire de la métropole, l'organisation globale de la gestion du service va être modifiée dans le courant de l'année 2017.

### Exploitation du service
Le service public de l'eau et de l'assainissement présente un caractère industriel et commercial et peut être géré en gestion directe (régie) ou en gestion déléguée.
Dans le cadre d'une régie directe, la collectivité prend en charge directement et intégralement le service en le faisant fonctionner avec ses propres agents et biens. Les équipes réalisent l’entretien des réseaux, contrôlent les eaux transportées et les rejets, assurent l’exploitation en régie des équipements, effectuent la maîtrise d’œuvre des travaux et les études d’assainissement .
Dans le cadre d'une gestion déléguée, la commune ou le regroupement intercommunal délègue un service à une entreprise spécialisée, pour une durée donnée. La délégation de gestion doit donc s'accompagner d’un contrôle de l'entreprise délégataire, pour qu'elle ne devienne pas une délégation de pouvoir. Il en existe deux types, :
- La concession : l’entreprise délégataire (le concessionnaire du service) finance, réalise et exploite les équipements pour le compte de la collectivité ;
- L’affermage : la collectivité décide et finance les investissements et reste propriétaire des équipements, tandis que l’entreprise délégataire (le fermier) exploite et entretient les équipements. Le fermier est rémunéré par le biais des redevances versées par les usagers en contrepartie du service rendu. Il reverse néanmoins à la collectivité une redevance destinée à participer à l'amortissement financier des investissements réalisés par celle-ci. En effet, ces derniers ne sont pas effectués par le fermier mais sont mis à sa disposition par la collectivité qui, en règle générale, en a assuré le financement.

#### Organisation avant le1erjanvier 2017
La répartition des maîtres d'ouvrages et des modalités d'exploitation du service d'eau potable sur le territoire de la métropole orléanaise avant le passage en communauté urbaine est présenté dans le tableau suivant.
| Commune                    | Maître d'ouvrage | Maître d'ouvrage               | Maître d'ouvrage | Maître d'ouvrage               | Mode de gestion                 | Mode de gestion                                                                    |
| Commune                    | Production       | Production                     | Distribution     | Distribution                   | type                            | Société                                                                            |
| Commune                    | Statut           | Nom                            | Statut           | Nom                            | type                            | Société                                                                            |
| -------------------------- | ---------------- | ------------------------------ | ---------------- | ------------------------------ | ------------------------------- | ---------------------------------------------------------------------------------- |
| Boigny-sur-Bionne          | Syndicat         | SIAEP Vals Loire Bionne & Cens | Syndicat         | SIAEP Vals Loire Bionne & Cens | Affermage                       | Nantaise des Eaux services (contrat 2013-2018),                                    |
| Bou                        | Syndicat         | SIAEP Vals Loire Bionne & Cens | Syndicat         | SIAEP Vals Loire Bionne & Cens | Affermage                       | Nantaise des Eaux services (contrat 2013-2018),                                    |
| Chanteau                   | Syndicat         | SIAEP des Usages               | Syndicat         | SIAEP des Usages               |                                 |                                                                                    |
| La Chapelle-Saint-Mesmin   | Commune          | La Chapelle Saint-Mesmin       | Commune          | La Chapelle Saint-Mesmin       | Régie municipale                |                                                                                    |
| Chécy                      | Syndicat         | SIAEP Vals Loire Bionne & Cens | Syndicat         | SIAEP Vals Loire Bionne & Cens | Affermage                       | Nantaise des Eaux services (contrat 2013-2018),                                    |
| Combleux                   | Syndicat         | SIAEP Vals Loire Bionne & Cens | Syndicat         | SIAEP Vals Loire Bionne & Cens | Affermage                       | Nantaise des Eaux services (contrat 2013-2018),                                    |
| Fleury-les-Aubrais         | Commune          | Fleury-les-Aubrais             | Commune          | Fleury-les-Aubrais             | Affermage                       | Lyonnaise des eaux (contrat 2015-2018 renouvelable), succède à la SAUR (1937-2015) |
| Ingré                      | Commune          | Ingré                          | Commune          | Ingré                          | Régie municipale                |                                                                                    |
| Mardié                     | Syndicat         | SIAEP Vals Loire Bionne & Cens | Syndicat         | SIAEP Vals Loire Bionne & Cens | Affermage                       | Nantaise des Eaux services (contrat 2013-2018),                                    |
| Marigny-les-Usages         | Syndicat         | SIAEP des Usages               | Syndicat         | SIAEP des Usages               |                                 |                                                                                    |
| Olivet                     | Commune          | Olivet                         | Commune          | Olivet                         | Affermage                       | Lyonnaise des eaux (contrat 2015-2023), succède à Véolia (1933 - 2015).            |
| Orléans                    | Commune          | Orléans                        | Commune          | Orléans                        | Concession                      | Orléanaise des Eaux (contrat 2012-2023),.                                          |
| Ormes                      | Commune          | Ormes                          | Commune          | Ormes                          | Affermage                       | Véolia                                                                             |
| Saint-Cyr-en-Val           | Commune          | Saint-Cyr-en-Val               | Commune          | Saint-Cyr-en-Val               | Concession                      | Orléanaise des Eaux (contrat 2012-2023),                                           |
| Saint-Denis-en-Val         | Commune 1        | Orléans                        | Commune 2        | Saint-Denis-en-Val             | Concession                      | Orléanaise des Eaux (contrat 2012-2023),                                           |
| Saint-Hilaire-Saint-Mesmin | Commune          | Saint-Hilaire-Saint-Mesmin     | Commune          | Saint-Hilaire-Saint-Mesmin     | Régie municipale                | -                                                                                  |
| Saint-Jean-de-Braye        | Commune          | Saint-Jean-de-Braye            | Commune 2        | Saint-Jean-de-Braye            | Concession                      | Orléanaise des Eaux (contrat 2012-2023),                                           |
| Saint-Jean-de-la-Ruelle    | Commune 1        | Orléans                        | Commune 2        | Saint-Jean-de-la-Ruelle        | Concession                      | Orléanaise des Eaux (contrat 2012-2023),                                           |
| Saint-Jean-le-Blanc        | Commune 1        | Orléans                        | Commune 2        | Saint-Jean-le-Blanc            | Concession                      | Orléanaise des Eaux (contrat 2012-2023),                                           |
| Saint-Pryvé-Saint-Mesmin   | Commune 1        | Orléans                        | Commune 2        | Saint-Pryvé-Saint-Mesmin       | Concession                      | Orléanaise des Eaux (contrat 2012-2023),                                           |
| Saran                      | Commune          | Saran                          | Commune          | Saran                          | Régie municipale, créée en 1947 | -                                                                                  |
| Semoy                      | Commune          | Saint-Jean-de-Braye            | Commune          | Saint-Jean-de-Braye            | Régie déléguée                  | Régie municipale de Saint-Jean-de-Braye depuis le 1er janvier 2017.                |

#### Organisation après le1ermai 2017
En maîtrise d'ouvrage, la métropole se substitue aux communes et syndicats. En exploitation les contrats de délégation de service sont maintenus et transférés des communes ou syndicats à Orléans Métropole.
| Commune                    | Maître d'ouvrage  | Maître d'ouvrage  | Exploitation      | Exploitation                                                                       |
| Commune                    | Production        | Distribution      | type              | Société                                                                            |
| -------------------------- | ----------------- | ----------------- | ----------------- | ---------------------------------------------------------------------------------- |
| Boigny-sur-Bionne          | Orléans Métropole | Orléans Métropole | Affermage         | Nantaise des Eaux services (contrat 2013-2018),                                    |
| Bou                        | Orléans Métropole | Orléans Métropole | Affermage         | Nantaise des Eaux services (contrat 2013-2018),                                    |
| Chanteau                   | Orléans Métropole | Orléans Métropole |                   |                                                                                    |
| La Chapelle-Saint-Mesmin   | Orléans Métropole | Orléans Métropole | Orléans métropole |                                                                                    |
| Chécy                      | Orléans Métropole | Orléans Métropole | Affermage         | Nantaise des Eaux services (contrat 2013-2018),                                    |
| Combleux                   | Orléans Métropole | Orléans Métropole | Affermage         | Nantaise des Eaux services (contrat 2013-2018),                                    |
| Fleury-les-Aubrais         | Orléans Métropole | Orléans Métropole | Affermage         | Lyonnaise des eaux (contrat 2015-2018 renouvelable), succède à la SAUR (1937-2015) |
| Ingré                      | Orléans Métropole | Orléans Métropole | Orléans métropole |                                                                                    |
| Mardié                     | Orléans Métropole | Orléans Métropole | Affermage         | Nantaise des Eaux services (contrat 2013-2018),                                    |
| Marigny-les-Usages         | Orléans Métropole | Orléans Métropole |                   |                                                                                    |
| Olivet                     | Orléans Métropole | Orléans Métropole | Affermage         | Lyonnaise des eaux (contrat 2015-2023), succède à Véolia (1933 - 2015).            |
| Orléans                    | Orléans Métropole | Orléans Métropole | Concession        | Orléanaise des Eaux (contrat 2012-2023),.                                          |
| Ormes                      | Orléans Métropole | Orléans Métropole | Affermage         | Véolia                                                                             |
| Saint-Cyr-en-Val           | Orléans Métropole | Orléans Métropole | Concession        | Orléanaise des Eaux (contrat 2012-2023),                                           |
| Saint-Denis-en-Val         | Orléans Métropole | Orléans Métropole | Concession        | Orléanaise des Eaux (contrat 2012-2023),                                           |
| Saint-Hilaire-Saint-Mesmin | Orléans Métropole | Orléans Métropole | Orléans métropole | -                                                                                  |
| Saint-Jean-de-Braye        | Orléans Métropole | Orléans Métropole | Concession        | Orléanaise des Eaux (contrat 2012-2023),                                           |
| Saint-Jean-de-la-Ruelle    | Orléans Métropole | Orléans Métropole | Concession        | Orléanaise des Eaux (contrat 2012-2023),                                           |
| Saint-Jean-le-Blanc        | Orléans Métropole | Orléans Métropole | Concession        | Orléanaise des Eaux (contrat 2012-2023),                                           |
| Saint-Pryvé-Saint-Mesmin   | Orléans Métropole | Orléans Métropole | Concession        | Orléanaise des Eaux (contrat 2012-2023),                                           |
| Saran                      | Orléans Métropole | Orléans Métropole | Orléans métropole | -                                                                                  |
| Semoy                      | Orléans Métropole | Orléans Métropole | Orléans métropole | -                                                                                  |

### Réseaux et équipements
En France, 62 % de l'eau puisée provient des nappes phréatiques et 38 % est issue des lacs et rivières. Dans la métropole orléanaise, l’eau produite par les différentes communes est puisée dans la nappe souterraine des calcaires de Beauce par des forages. Elle est en général traitée (clarification, filtration, déferrisation, démanganisation, etc), puis stérilisée avant de partir dans le réseau des canalisations pour fournir directement l’eau aux usagers. Elle est également acheminée vers divers châteaux d’eau permettant de disposer d'une réserve de capacité en cas de surplus de demande.

#### Ressources en eau et forages
- Moyenne 2010 : 64 000 m3/j
- Pointe 2010 : 129 000 m3/j
- Moyenne 2020 : 73 000 m3/j
- Pointe 2020 : 149 000 m3/j

Le schéma départemental d’alimentation en eau potable du Loiret établi en 2005 a permis de dresser un point de situation de l'organisation des services d'eau, des besoins de ressources en eau et des modalités pour y répondre. 165 millions de mètres cubes d’eau souterraine sont utilisés chaque année dans le Loiret. Ces prélèvements sont utilisés : pour l’irrigation à environ 60 %, pour l’alimentation en eau potable à 30 %, et enfin pour l’industrie à environ 10 %. Les consommations en eau potable totalisent en 2003 43 000 000 m3 environ et ont mobilisé 55 000 000 m3 prélevés dans le milieu naturel. Les deux tiers de ces volumes sont consommés et prélevés sur le territoire de l’Agence de l’Eau Loire Bretagne.
Concernant le territoire d'Orléans Métropole, les besoins en eau futurs établis en 2005 à l’horizon 2020 sur la base de projections démographiques et des besoins en eau par type d’usage : domestique, industriel et municipaux étaient de 73 000 m3/j en moyenne et de 149 000 m3/j en pointe.
39 forages étaient recensés en 2005 dans le schéma départemental sur l'aire orléanaise. Depuis novembre 2009, le forage des Blossières situé sur la commune d'Orléans est abandonné. À Saran, les forages ses Bruères, de la Tête noire et de Villamblain doivent être déconnectés du réseau, abandonnés et comblés dans un délai de 1 an à compter de la mise en service de la station de traitement de la rue de la Tuilerie selon les prescriptions de la Mission interservice de l'eau du Loiret.
Un abonné Orléanais (commune d'Orléans uniquement) consommait en moyenne 161 litres d’eau par jour en 2012, quand dans le bassin Loire Bretagne, un habitant consommait en moyenne 160 litres par jour (chiffre 2007).
| Commune                    | Nom du forage                         | Collectivité gestionnaire           | Date de création | Profondeur | Nappe captée                                                        | Nature de la nappe | Production annuelle                             |
| -------------------------- | ------------------------------------- | ----------------------------------- | ---------------- | ---------- | ------------------------------------------------------------------- | ------------------ | ----------------------------------------------- |
| Boigny-sur-Bionne          | Le moulin à vent                      | S.I.A.E.P. Vals Loire Bionne & Cens | 1987             | 30         | Craie du séno-turonien                                              | nappe libre        | 161 223 m3 en 2014                              |
| Bou                        | -                                     | -                                   | -                | -          | -                                                                   | -                  |                                                 |
| Chanteau                   | La Treille close                      | S.I.A.E.P. des Usages               | 1974             | 90         | Calcaires d'Étampes (Stampien)                                      | nappe captive      |                                                 |
| La Chapelle-Saint-Mesmin   | rue des Auvernais                     | La Chapelle-Saint-Mesmin            | 1962             | 75         | Calcaires de Beauce (Aquitanien stampien)                           | nappe semi-captive |                                                 |
| La Chapelle-Saint-Mesmin   | Gouffaut                              | La Chapelle-Saint-Mesmin            | 1985             | 83,9       | Calcaires de Beauce (Aquitanien stampien)                           | nappe semi-captive |                                                 |
| Chécy                      | route de Vennecy - Grainloup          | S.I.A.E.P. Vals Loire Bionne & Cens | 1957             | 53         | Calcaires de Beauce (Aquitanien stampien)                           | nappe captive      | 139 664 m3 en 2014                              |
| Chécy                      | Le Godet - Echelette                  | S.I.A.E.P. Vals Loire Bionne & Cens | 1977             | 60,25      | Calcaires de Beauce (Aquitanien stampien)                           | nappe semi-captive | 447 850 m3 en 2014                              |
| Combleux                   | -                                     | -                                   | -                | -          | -                                                                   | -                  |                                                 |
| Fleury-les-Aubrais         | Corne de Cerf - rue Salvador Allende  | Fleury-les-Aubrais                  | 1967             | 93         | Calcaires de Beauce (Aquitanien stampien)                           | nappe captive      |                                                 |
| Fleury-les-Aubrais         | Lignerolle - rue Emile Zola           | Fleury-les-Aubrais                  | 1990             | 86,4       | Calcaires d'Étampes (Stampien)                                      | nappe captive      |                                                 |
| Ingré                      | Villeneuve                            | Ingré                               | 1982             | 111        | Calcaires de Beauce (Aquitanien stampien)                           | nappe captive      |                                                 |
| Ingré                      | Montabuzard                           | Ingré                               | 1946             | 91,5       | Calcaires de Beauce (Aquitanien stampien)                           | nappe captive      |                                                 |
| Mardié                     | La Bretauche-Château d'eau            | S.I.A.E.P. Vals Loire Bionne & Cens | 1947             | 80,4       | Calcaires d'Étampes (Stampien)                                      | nappe captive      | 159 613 m3 en 2014                              |
| Marigny-les-Usages         | La tête de Loup                       | S.I.A.E.P. des Usages               | 1959             | 80         | Calcaires de Beauce (Aquitanien stampien)                           | nappe captive      |                                                 |
| Olivet                     | L'Ardillère                           | Olivet                              | 1980             | 100        | Calcaires d'Étampes (Stampien)                                      | nappe captive      |                                                 |
| Olivet                     | Les Epinettes                         | Olivet                              | 1990             | 100        | Calcaires d'Étampes (Stampien)                                      | nappe captive      |                                                 |
| Orléans                    | Puits du Gouffre                      | Orléans                             | 1877             | 26,15      | Calcaires de Pithiviers (Aquitanien) sous alluvions                 | nappe libre        | 3 forages du Val : 4 440 315 m3 en 2012.        |
| Orléans                    | Puits Theuriet                        | Orléans                             | 1894             | 17         | Calcaires de Pithiviers (Aquitanien) sous alluvions                 | nappe libre        | 3 forages du Val : 4 440 315 m3 en 2012.        |
| Orléans                    | Puits du Bouchet                      | Orléans                             | 1963             | 25         | Calcaires de Pithiviers (Aquitanien) sous alluvions                 | nappe libre        | 3 forages du Val : 4 440 315 m3 en 2012.        |
| Orléans                    | Pouponnière - Landreloup              | Orléans                             | 1942             | 82,4       | Calcaires d'Étampes (Stampien)                                      | nappe captive      | 36 726 m3 en 2012                               |
| Orléans                    | Clos des Bœufs                        | Orléans                             | 1963             | 100        | Calcaires de Beauce (Aquitanien stampien)                           | nappe semi-captive | 212 330 m3 en 2012                              |
| Orléans                    | Quartier des Blossières               | Orléans                             | 1965             | 92,4       | Calcaires de Beauce (Aquitanien stampien)                           | nappe semi-captive | Abandonné depuis 2009.                          |
| Ormes                      | Le Bourg - Château d'eau              | Ormes                               | 1968             | 55         | Calcaires de Beauce (Aquitanien stampien)                           | nappe semi-captive |                                                 |
| Ormes                      | Zone industrielle - F2                | Ormes                               | 1983             | 100,5      | Calcaires d'Étampes (Stampien)                                      | nappe captive      |                                                 |
| Saint-Cyr-en-Val           | La Saussaye - F1                      | Orléans                             | 1990             | 95,5       | Calcaires d'Étampes (Stampien)                                      | nappe captive      | 3 forages de la Saussaye : 5 476 876 m3 en 2012 |
| Saint-Cyr-en-Val           | La Saussaye - F3                      | Orléans                             | 1989             | 95         | Calcaires d'Étampes (Stampien)                                      | nappe captive      | 3 forages de la Saussaye : 5 476 876 m3 en 2012 |
| Saint-Cyr-en-Val           | La Saussaye - F4                      | Orléans                             | 1990             | 83,5       | Calcaires d'Étampes (Stampien)                                      | nappe captive      | 3 forages de la Saussaye : 5 476 876 m3 en 2012 |
| Saint-Cyr-en-Val           | La Jonchère                           | Saint-Cyr-en-Val                    | 1985             | 60         | Calcaires de Beauce (Aquitanien stampien)                           | nappe captive      |                                                 |
| Saint-Denis-en-Val         | -                                     | -                                   | -                | -          | -                                                                   | -                  |                                                 |
| Saint-Hilaire-Saint-Mesmin | La Fleur de Lys                       | C3M                                 | 1956             | 65         | Calcaires de Beauce (Aquitanien stampien)                           | nappe captive      |                                                 |
| Saint-Jean-de-Braye        | Rue de la fosse Belaude - F3          | Saint-Jean-de-Braye                 | 1980             | 79         | Calcaires de Beauce (Aquitanien stampien)                           | nappe captive      |                                                 |
| Saint-Jean-de-Braye        | Gradoux - rue de la République - F1   | Saint-Jean-de-Braye                 | 1963             | 92,2       | Calcaires de Beauce (Aquitanien stampien)                           | nappe captive      |                                                 |
| Saint-Jean-de-Braye        | Stade - F2                            | Saint-Jean-de-Braye                 | 1971             | 80         | Calcaires de Beauce (Aquitanien stampien)                           | nappe captive      |                                                 |
| Saint-Jean-de-la-Ruelle    | Le Petit Saint Jean - F1              | Saint-Jean-de-la-Ruelle             | 1932             | 73,3       | Calcaires de Beauce (Aquitanien stampien)                           | nappe libre        |                                                 |
| Saint-Jean-de-la-Ruelle    | Les Chaises (Locy) - F3               | Saint-Jean-de-la-Ruelle             | 1967             | 78,25      | Calcaires de Beauce (Aquitanien stampien)                           | nappe libre        |                                                 |
| Saint-Jean-de-la-Ruelle    | Les Salmoneries - les 10 Arpents - F4 | Saint-Jean-de-la-Ruelle             | 1974             | 75,4       | Calcaires de Beauce (Aquitanien stampien)                           | nappe libre        |                                                 |
| Saint-Jean-de-la-Ruelle    | rue Henri Pavard - "Paul Bert" - F2   | Saint-Jean-de-la-Ruelle             | 1957             | 65         | Calcaires de Beauce (Aquitanien stampien)                           | nappe libre        |                                                 |
| Saint-Jean-le-Blanc        | -                                     | -                                   | -                | -          | -                                                                   | -                  |                                                 |
| Saint-Pryvé-Saint-Mesmin   | -                                     | -                                   | -                | -          | -                                                                   | -                  |                                                 |
| Saran                      | Les Bruères (Rue des Bavernes)        | Saran                               | 1972             | 77,6       | Calcaires de Beauce (Aquitanien stampien)                           | nappe semi-captive |                                                 |
| Saran                      | Tête Noire                            | Saran                               | 1947             | 82,65      | Calcaires de Beauce (Aquitanien stampien) et Craie du séno-turonien | nappe libre        |                                                 |
| Saran                      | Villamblain                           | Saran                               | 1965             | 75         | Calcaires de Beauce (Aquitanien stampien)                           | nappe semi-captive |                                                 |
| Saran                      | La Tuilerie                           | Saran                               | 1997             | 99         | Calcaires d'Étampes (Stampien)                                      | nappe captive      | 1 825 000 m3/an                                 |
| Semoy                      | Les Hautes Bordes (Bache)             | Saran                               | 1978             | 80         | Calcaires d'Étampes (Stampien)                                      | nappe captive      |                                                 |

#### L'Usine de traitement du Val
L'usine de traitement du Val, située en bordure de l'avenue Gaston-Galloux a été mise en service en 1977. L’eau brute traitée à l’usine du Val est puisée sur deux champs captant : Le Val, à 20 m de profondeur au niveau de trois forages (le Theuriet, le Bouchet et le Gouffre) et La Saussaye/l’Oiselière, à Saint-Cyr-en-Val, à 90 m de profondeur.
Elle produit quotidiennement 30 000 m3 en moyenne et 50 000 m3 en période de pointe. Sa capacité maximale de traitement est de 60 000 m3/jour (environ 3 000 m3/h sur 20 heures). La filière comprend : 
- Pré-traitement par oxydation au chlore (élimination des matières organiques),
- Acidification (injection d’acide sulfurique pour favoriser la coagulation),
- Coagulation-floculation (injection de chlorure ferrique et de polymères pour l’élimination des matières en suspension),
- Filtration sur sable,
- Ozonation (élimination des virus, bactéries et microbes),
- Mise à l’équilibre calco-carbonique (injection de chaux pour éviter la corrosion et l’entartrage des canalisations),
- Post-chloration (maintien de la qualité sanitaire des eaux dans les réseaux).

Le traitement peut être complété en période estivale par une injection de permanganate de potassium en tête de  filière, afin d’oxyder le manganèse.

#### L'usine de traitement de La Source
La construction d'une nouvelle usine de traitement d'eau potable, implantée au niveau du château d'eau de La Source, est lancée en mars 2016. Elle a pour objet de compléter l'usine du Val pour la réalisation des traitements qui n'étaient jusqu'à présent pas faits, l'élimination du fer et du manganèse présents dans l'eau des ressources souterraines profondes de l'Oiselière, à Saint-Cyr-en-Val.
La capacité de traitement est de 15 000 m3 d'eau par jour (40 000 à l'usine du Val) par l'Orléanaise des eaux pour proposer une eau de la meilleure qualité possible à 155 000 habitants de l'agglomération (Orléans, Saint-Pryvé-Saint-Mesmin, Saint-Jean-de-la-Ruelle, Saint-Jean-le-Blanc, Saint-Denis-en-Val, Saint-Cyr-en-Val et Semoy). Du fait de sa situation géographique, Avenue Diderot, à La Source, cet équipement ne se situe pas en zone inondable, et peut donc en cas d'inondations suppléer l'usine du val qui est localisée en zone inondable. D'autant que si l'usine est dimensionnée pour recevoir 800 m3 d'eau par heure, elle peut en accueillir 1 200 en cas de besoin.
D'un coût de 3,15 millions d'euros, cette nouvelle usine est mise en service début 2017.

### Qualité de l'eau
En France, l’eau du robinet est l’un des aliments les plus contrôlés. Elle fait l’objet d’un suivi sanitaire permanent, destiné à en garantir la sécurité sanitaire. Le contrôle sanitaire est réalisé par les agences régionales de santé, l'ARS Centre-Val de Loire pour toutes les communes du Loiret. L'organisation du contrôle sanitaire s'effectue à trois niveaux :
- au niveau de la ressource :  la qualité de l’eau brute est vérifiée au point de puisage. La fréquence varie de 1 fois tous les 5 ans à 1 fois par mois;
- au niveau de la mise en distribution : la qualité bactériologique et physico-chimique de l'eau après traitement est vérifiée au point de mise en distribution.  La fréquence d’une analyse simple varie de 1 fois par an à 12 fois par mois (selon le nombre d’habitants desservis)
- au niveau de l'utilisateur final : la qualité essentiellement bactériologique est vérifiée au robinet du consommateur. La fréquence d’une analyse simple varie de 2 par an à plus de 2 par semaine (selon le nombre d’habitants desservis)

Les paramètres analysés s’apprécient par rapport à 56 paramètres :
- 31 disposent de limites de qualité : paramètres dont la présence dans l’eau présentant des risques immédiats ou à plus ou moins long terme pour la santé du consommateur. Il s'agit de paramètres micro biologiques et de substances indésirables ou toxiques (nitrates, métaux, solvants chlorés, hydrocarbures aromatiques, pesticides, sous produits induits par la désinfection...) ;
- 25 disposent de référence de qualité : des références de qualité pour des paramètres indicateurs de qualité témoins du fonctionnement des installations de production et de distribution. Ces substances, sans incidence sur la santé aux teneurs normalement présentes dans l’eau, peuvent être à l’origine d’inconfort ou de désagrément pour le consommateur.

L’ensemble des résultats des analyses réalisées dans le cadre du contrôle sanitaire de l’eau du robinet mis en œuvre par les ARS alimente la base de données nationale « SISE-Eaux d’alimentation » du Ministère chargé de la santé. Cette base de données, créée en 1994, contient ainsi plus de 130 millions de résultats d’analyses mais également la modélisation des 33 500 captages, 16 300 stations de traitement et 25 300 unités de distribution d’eau potable. « SISE-Eaux d’alimentation » est la plus grande base de données du Ministère chargé de la santé. Des bilans annuels sont faits au niveau national ou régional et les dernières données pour chaque commune sont consultables en ligne.
Ainsi en 2015, sur le territoire de la métropole orléanaise, trois communes ont certains résultats de contrôles sur les eaux distribuées non conformes ou dépassant certains seuils :
- Trois communes présentent des teneurs élevées en nitrates : Saran fait partie des 28 communes dont la teneur en nitrates est supérieure à 40 mg/l inclus. Ormes et La Chapelle-Saint-Mesmin, avec une teneur comprise entre 25 et 40 mg/l font partie des 67 communes de teneur supérieure à 25 mg/l[49],[50].
- Une commune présente une non conformité en ce qui concerne la teneur en pesticides : le contrôle à La Chapelle-Saint-Mesmin a mis en évidence une concentration en déséthylatrazine non conforme aux exigences réglementaires, qui nécessite de suivre son évolution[51],[52].

En fonction des résultats de contrôles, les communes sont amenées à suivre l'évolution des paramètres incriminés ou prendre des mesures correctrices.

## Eaux usées et pluviales

### Principes généraux
Le terme assainissement recouvre deux problématiques distinctes, à savoir celle des eaux usées et celle des eaux pluviales.
L'eau usée, une fois utilisée par le particulier, l'agriculteur ou l'industriel, est restituée au milieu naturel. Pour ne pas dégrader cette ressource précieuse, les eaux usées doivent être traitées avant leur rejet. Pour les eaux usées domestiques, deux grands modes de traitement sont possibles : l'assainissement collectif où les effluents, après collecte dans un réseau d'assainissement, sont traités dans une station d'épuration, et l'assainissement non collectif lorsqu’il n’existe pas de réseau d’assainissement,.
La gestion des eaux pluviales constitue un enjeu important pour les collectivités, afin d'assurer la sécurité publique (prévention des inondations) et la protection de l’environnement (limitation des apports de pollution dans les milieux aquatiques). L'eau pluviale contribue à créer un risque d’inondation du fait du ruissellement sur les surfaces imperméabilisées. Ainsi pour les pluies plus importantes, il est en effet important de limiter les inondations liées au ruissellement pluvial ou aux débordements des systèmes d'assainissement et en cas d'événement exceptionnel il convient d'assurer la sécurité des biens et des personnes. L’eau pluviale peut aussi constituer une cause de pollution par les impuretés et résidus qu’elle capte en s’écoulant en milieu urbain.

### Maîtrise d'ouvrage

#### Collectivités compétentes
Comme pour la distribution de l’eau potable, l’assainissement collectif est une compétence obligatoire pour les communes depuis  l’adoption de la loi du 30 décembre 2006 sur l’eau et les milieux aquatiques. Cette compétence recouvre obligatoirement la collecte, le transport et l’épuration des eaux usées, l’élimination des boues produites, ainsi que le contrôle des raccordements aux réseaux publics de collecte.
L’assainissement est aussi une compétence obligatoire des métropoles et des communautés urbaines   et une compétence optionnelle des communautés d’agglomération.
L’eau usée est gérée au niveau de l'intercommunalité dans le cadre d’un budget annexe assainissement où, conformément au caractère industriel et commercial du service, les dépenses doivent être équilibrées par des ressources propres tant en section de fonctionnement, qu’en investissement. Sa principale ressource est la redevance d’assainissement pour financer la collecte et le traitement des eaux usées. Le transfert de la compétence assainissement à la communauté d'agglomération (ou à la communauté urbaine ou à la métropole) est neutre pour le budget de celle-ci. Le transfert de charges est en effet accompagné d’un transfert de redevances perçues auprès des usagers qui viennent équilibrer les dépenses engagées.

#### Évolution des compétences de l'intercommunalité orléanaise
Pour lutter contre l'émiettement communal, la coopération intercommunale est encouragée dès les années 1950 avec la  création des syndicats mixtes en 1955 et des syndicats intercommunaux à vocation multiple (SIVOM) en 1959. Dans ce cadre, douze communes (Orléans, Chécy, Combleux, Fleury-les-Aubrais, Ingré, La Chapelle Saint-Mesmin, Saint-Jean de Braye, Saint-Jean-de-la-Ruelle, Saint-Jean-le-Blanc, Saint-Pryvé-Saint-Mesmin, Semoy, Saran) décident de s'associer en créant le syndicat intercommunal à vocations multiples de l'agglomération orléanaise (SIVOMAO) afin de répondre à l'une des préoccupations principales des ménages : le traitement des ordures ménagères, la collecte restant de la compétence des communes. Le Sivom, créé par arrêté préfectoral du 27 novembre 1964, est doté de deux autres vocations facultatives : les ouvrages d'assainissement et la lutte contre l'incendie.
De 1975 à 1998, la compétence du SIVOM en matière d’assainissement se limitait au traitement des effluents en tant que vocation obligatoire à répartition particulière et à la création de réseaux d’égouts communs à deux ou plusieurs communes en tant que vocation facultative.
Le 1er janvier 1999, le SIVOM est transformé en communauté de communes. L’article 6 des statuts de la nouvelle structure précise que la compétence assainissement est exercée, à titre dérogatoire et exceptionnel en 1999, dans les mêmes conditions que le SIVOM. Au 1er janvier 2000, la communauté exerce pleinement la compétence assainissement sur l’ensemble du territoire de ses 20 communes membres. En 2001, ce territoire s’étend à 22 communes.
Le 1er janvier 2002, la communauté de communes est transformée en communauté d’agglomération. La nouvelle structure intègre dans ses effectifs l’ensemble des personnels communaux affectés à l’assainissement et qui étaient précédemment mis à sa disposition. Dans le domaine des compétences exclusives, dont l’assainissement, la Communauté d’agglomération se fixe comme objectif de réaliser rapidement le transfert de compétences et de démontrer ainsi que la mutualisation des compétences exercées antérieurement par les communes permet une meilleure efficacité.

### Zonage d'assainissement
La loi sur l'eau du 3 janvier 1992 et son décret d'application du 3 juin 1994 relatif à la collecte et au traitement des eaux usées, ont imposé aux communes ou à leurs établissements publics la délimitation de leurs zones d'assainissement. La dernière loi sur l'eau du 30 décembre 2006 est venue confirmer cette obligation. Elle impose aux communes de définir, après étude préalable, un zonage d'assainissement qui doit délimiter les zones d'assainissement collectif, les zones d'assainissement non collectif et le zonage pluvial.
Le zonage d’assainissement consiste en une délimitation, sur la base d’études technico-économiques, des zones dans lesquelles les eaux usées sont ou seront collectées et traitées par la collectivité d’une part, et, d’autre part, des zones dans lesquelles elles sont ou seront traitées par des systèmes d’assainissement non collectif.
Dans le cas d'Orléans Métropole, le zonage d’assainissement a été approuvé par délibération du conseil de communauté du 15 avril 2004. Une mise à jour de l’ensemble des schémas et zonages complétée par la création d’une modélisation des réseaux structurants du territoire de l’AgglO  est inscrite au projet d’AgglO 2014-2020 et un appel d’offres a été lancé au cours de l’année 2016. La durée de l’étude sera de 2 ans.

### Exploitation du service
Le service public de l'eau et de l'assainissement présente un caractère industriel et commercial. Ainsi comme pour la production ou la distribution d'eau potable, le service peut être géré en gestion directe (régie) ou en gestion déléguée (concession ou affermage).

#### Période 2011-2015
En 2015, il existe trois contrats de délégation de service public (DSP) dont le contenu diffère d’un
contrat à l’autre :
- Contrat de DSP avec la SAUR (1er janvier 2011 - 1er avril 2016) pour la gestion des réseaux d’assainissement (eaux usées, eaux pluviales et unitaires) des 10 communes de l’AgglO suivantes : Boigny-sur-Bionne, Bou, Chanteau, Chécy, Combleux, Mardié, Marigny-les-Usages, Olivet, Saint-Denis-en-Val et Saint-Jean-le-Blanc. Cette DSP intègre également l’exploitation des stations d’épuration situées sur le territoire des communes de Chanteau et de Chécy[64].
- Contrat de DSP avec Véolia Eau (1er janvier 2011 - 31 janvier 2016) pour la gestion de l'assainissement (eaux usées, eaux pluviales et unitaires) de la commune d'Ormes [64].
- Contrat de DSP avec Véolia Eau (2011-2022) pour le service public d'assainissement non collectif (SPANC) sur l'ensemble des communes [65].

#### Période 2016 - 2023
De nouveaux contrats d’exploitation entrent en vigueur en 2016 jusqu’en 2023 :
- Véolia exploite cinq stations d'épuration de la communauté d'agglomération. L’exploitation de la station d'épuration de La Source reste sous la responsabilité directe des services de l'AgglO, puis de la communauté urbaine au 1er janvier 2017, puis de la métropole au 1er mai 2017.
- Suez Environnement exploite les réseaux et ouvrages de transport de 11 communes de l’AgglO à partir du 1er mai 2016, ceux des autres communes sont exploités en régie par les services de la métropole. La division entre communes déléguées et communes exploitées en régie s’est faire sur la base des bassins versants présents sur le territoire communautaire. Un tel découpage va permettre de faciliter les interventions au quotidien pour les exploitants, tout en les responsabilisant davantage (1 bassin versant = 1 intervenant).

Répartition de la gestion des réseaux et des stations d’épuration sur le territoire de la métropole en 2015.

Répartition de la gestion des réseaux et des stations d’épuration sur le territoire de la métropole en 2017.

### Réseaux et équipements d'assainissement collectif

#### Réseaux de collecte
Les réseaux d’assainissement ou collecteurs ont pour fonction de collecter et de transporter les eaux. Ils sont dits séparatifs lorsqu’ils collectent distinctement les eaux pluviales et les eaux usées et unitaires quand ils les collectent indistinctement. Le tableau suivant présente les longueurs de réseaux de collecte des eaux usées, unitaires et pluviales par commune tel qu'elles sont définies dans le rapport 2015 sur l'assainissement du territoire d'Orléans Métropole. Ce linéaire varie chaque année en fonction des constructions ou abandons de sections ou transferts éventuels de gestion).

Carte des stations d'épuration en service en 2015 dans Orléans Métropole et des communes raccordées par bassin versant.

| Commune                    | Structure du réseau au 31/12/2015 (en ml) | Structure du réseau au 31/12/2015 (en ml) | Structure du réseau au 31/12/2015 (en ml) |
| Commune                    | Unitaire                                  | Eaux usées                                | Eaux pluviales                            |
| -------------------------- | ----------------------------------------- | ----------------------------------------- | ----------------------------------------- |
| Boigny-sur-Bionne          | 0                                         | 14 537                                    | 10 779                                    |
| Bou                        | 0                                         | 7 299                                     | 2 102                                     |
| Chanteau                   | 0                                         | 10 020                                    | 6 329                                     |
| La Chapelle-Saint-Mesmin   | 40 822                                    | 7 760                                     | 4 229                                     |
| Chécy                      | 11 946                                    | 43 160                                    | 19 595                                    |
| Combleux                   | 0                                         | 5 980                                     | 4 324                                     |
| Fleury-les-Aubrais         | 79 527                                    | 3 280                                     | 13 161                                    |
| Ingré                      | 9 299                                     | 39 820                                    | 21 681                                    |
| Mardié                     | 0                                         | 16 161                                    | 8 822                                     |
| Marigny-les-Usages         | 0                                         | 12 312                                    | 6 198                                     |
| Olivet                     | 0                                         | 62 719                                    | 54 300                                    |
| Orléans                    | 469 364                                   | 216 852                                   | 248 832                                   |
| Ormes                      | 0                                         | 27 883                                    | 24 423                                    |
| Saint-Cyr-en-Val           | 4 312                                     | 14 042                                    | 12 690                                    |
| Saint-Denis-en-Val         | 0                                         | 35 458                                    | 38 761                                    |
| Saint-Hilaire-Saint-Mesmin | 0                                         | 13 813                                    | 9 667                                     |
| Saint-Jean-de-Braye        | 5 475                                     | 63 742                                    | 61 472                                    |
| Saint-Jean-de-la-Ruelle    | 46 015                                    | 8 831                                     | 3 091                                     |
| Saint-Jean-le-Blanc        | 2 681                                     | 23 544                                    | 24 157                                    |
| Saint-Pryvé-Saint-Mesmin   | 0                                         | 28 680                                    | 24 492                                    |
| Saran                      | 39 206                                    | 35 003                                    | 34 495                                    |
| Semoy                      | 444                                       | 19 506                                    | 16 139                                    |
| Total                      | 709 090                                   | 710 402                                   | 649 738                                   |

#### Stations d'épuration
Après avoir été collectés tout au long d’un réseau de canalisations souterraines, les effluents sont dirigés vers des unités de traitement, appelées stations d’épuration. Le traitement des eaux usées a pour but de les dépolluer suffisamment pour qu’elles n’altèrent pas la qualité du milieu naturel dans lequel elles seront finalement rejetées. Ce traitement comporte en
général les étapes suivantes : le relevage, le prétraitement, des traitements physico-chimiques (traitements primaires), des traitements biologiques (traitements secondaires), da clarification, la désodorisation et le traitement des boues. Les caractéristiques des 6 stations d'épuration en service sur le territoire de la métropole sont présentées dans le tableau suivant. La station d’épuration de Marigny-les-Usages y figure à titre d'information mais a été vidée et démontée en 2014.
| Commune                  | Nom Station d'épuration  | Exploitant        | Mise en service   | Capacité   | DBO à 5 jours       | Débit journalier | Volume total entrant 2015 | File "Eau"                                                                                 | File "Boue"                                                                       |
| ------------------------ | ------------------------ | ----------------- | ----------------- | ---------- | ------------------- | ---------------- | ------------------------- | ------------------------------------------------------------------------------------------ | --------------------------------------------------------------------------------- |
| Orléans                  | Orléans La Source        | Orléans Métropole | 1er mai 1990      | 93 933 EH  | 5 636 kg/j de DBO5  | 170 006 m3/j     | 1 984 690 m3              |                                                                                            | Epaississement, Stabilisation, Deshydratation mécanique                           |
| La Chapelle-Saint-Mesmin | La Chapelle-Saint-Mesmin | Véolia Eau        | 1er juin 1997     | 350 000 EH | 21 000 kg/j de DBO5 | 1 300 006 m3/j   | 10 337 439 m3             |                                                                                            | Epaississement, Deshydratation mécanique                                          |
| Saint-Pryvé-Saint-Mesmin | Île Arrault              | Véolia Eau        | 1er janvier 1972  | 95 000 EH  | 5 700 kg/j de DBO5  | 21 000 m3/j      | 4 372 873 m3              | Décantation, Aération (boue activées), Filtre biologique, Prétraitement, Déphosp. Physico. | Epaississement, Stabilisation, Deshydratation mécanique, Deshydratation thermique |
| Chécy                    | Chécy                    | Véolia Eau        | 1er janvier 1980  | 25 000 EH  | 1 500 kg/j de DBO5  | 3 750 m3/j       | 1 166 975 m3              |                                                                                            | Epaississement, Deshydratation mécanique                                          |
| Chanteau                 | Chanteau - La Treille    | Véolia Eau        | 1er novembre 2002 | 1 500 EH   | 90 kg/j de DBO5     | 225 m3/j         | 88 253 m3                 |                                                                                            |                                                                                   |
| Chanteau                 | Chanteau - Le Berceau    | Véolia Eau        | 1er juin 1985     | 444 EH     | 26,64 kg/j de DBO5  | 60 m3/j          | -                         |                                                                                            |                                                                                   |
| Marigny-les-Usages       | Marigny-les-Usages       | Abandonnée        | 1er juin 1987     | 1 533 EH   | 92 kg/j de DBO5     | 310 m3/j         | -                         |                                                                                            | Deshydratation naturelle, Stockage                                                |

### Assainissement non collectif
L’assainissement non collectif (ANC) désigne les installations individuelles de traitement des eaux domestiques. Ces dispositifs concernent les habitations qui ne sont pas desservies par un réseau public de collecte des eaux usées et qui doivent en conséquence traiter elles-mêmes leurs eaux usées avant de les rejeter dans le milieu naturel. Dans la métropole orléanaise, environ 2 100 installations sont recensées, pour 50 000 installations dans le Loiret.
Depuis 1992, les communes sont compétentes pour contrôler les installations d’ANC. Elles ont créé des services dédiés, les services publics d’assainissement non collectif (SPANC), qui ont pour mission de vérifier la bonne exécution des travaux de réalisation et de réhabilitation, ainsi que le bon fonctionnement et l’entretien des installations . Le conseil de communauté de la CAO Val de Loire a décidé le 13 décembre 2005 la création, au sein des services publics d’assainissement communautaires, d’un service public d’assainissement non collectif (SPANC) assurant les missions de contrôles obligatoires. Les élus de l’AgglO ont fait parallèlement le choix d’une gestion par voie de délégation de service public et ont confié la gestion du SPANC à la société SAUR lors d'un premier contrat courant du 13 décembre 2005 au 30 juin 2012. Un deuxième contrat a ensuite été négocié avec la société Véolia Eau (2012 - 2022).

## Prix de l'eau
Le « prix de l’eau » doit permettre de financer l’ensemble des investissements (mise en place de nouveaux ouvrages, mise aux normes du patrimoine existant, renouvellement du patrimoine...) mais aussi les frais de fonctionnement du service (frais de personnel du service, électricité, produits de traitement, renouvellement du matériel, analyses, élimination des déchets...). L'observatoire national des services d'eau et d'assainissement publie la description actualisée des services publics d'eau potable et d'assainissement, qu’il s’agisse de leur organisation, de leur tarif ou de leur performance.
Le prix au m3 est calculé pour une consommation annuelle de 120 m3 (référence INSEE). Fixé par les organismes publics, le prix dépend notamment de nature et de la qualité de la ressource en eau, des conditions géographiques, de la densité de population, du niveau de service choisi, de la politique de renouvellement du service, des investissements réalisés et de leur financement. Ce prix intègre toutes les composantes du service rendu (production, transfert, distribution) ainsi que les redevances préservation des ressources et pollution de l'agence de l'eau et, le cas échéant, celle des Voies navigables de France (prélèvement en rivière), ainsi que la TVA.

### Eau potable
| Commune                    | 2008    | 2009                        | 2010                        | 2011                        | 2012                        | 2013                        | 2014                        | 2015 |
| -------------------------- | ------- | --------------------------- | --------------------------- | --------------------------- | --------------------------- | --------------------------- | --------------------------- | ---- |
| Boigny-sur-Bionne          | 0,98    | 1,27                        | 1,29                        | 1,31                        | 1,32                        | 1,32                        | 1,38                        | 1,38 |
| Bou                        | 0,98    | 1,27                        | 1,29                        | 1,31                        | 1,32                        | 1,32                        | 1,38                        | 1,38 |
| Chanteau                   | 1,30    | 1,30                        | 1,31                        | 1,64                        | 1,33                        | 1,44                        | 1,45                        | 1,44 |
| La Chapelle-Saint-Mesmin   | [ 103 ] | 1,26                        | 1,24                        | NC                          | 1,37                        | 1,45                        | NC                          | 1,53 |
| Chécy                      | 0,98    | 1,27                        | 1,29                        | 1,31                        | 1,32                        | 1,32                        | 1,38                        | 1,38 |
| Combleux                   | 0,98    | 1,27                        | 1,29                        | 1,31                        | 1,32                        | 1,32                        | 1,38                        | 1,38 |
| Fleury-les-Aubrais         | [ 127 ] | 2,58                        | 2,62                        | 2,25                        | 1,93                        | 1,94                        | 1,93                        | 1,82 |
| Ingré                      | 1,05    | 1,30                        | 2,00                        | 2,23                        | 2,22                        | 2,22                        | 2,22                        | 2,26 |
| Mardié                     | 0,98    | 1,27                        | 1,29                        | 1,31                        | 1,32                        | 1,32                        | 1,38                        | 1,38 |
| Marigny-les-Usages         | 1,30    | 1,30                        | 1,31                        | 1,64                        | 1,33                        | 1,44                        | 1,45                        | 1,44 |
| Olivet                     | 2,06    | 2,07                        | 2,11                        | 2,17                        | 2,21                        | 2,29                        | 2,30                        | 1,61 |
| Orléans                    | 1,79    | 1,79                        | 1,82                        | 1,35                        | 1,36                        | 1,37                        | 1,37                        | 1,36 |
| Ormes                      | NC      | 1,16                        | 1,23                        | NC                          | NC                          | 1,95                        | 1,33                        | 1,32 |
| Saint-Cyr-en-Val           | NC      | 1,07                        | 1,02                        | 1,09                        | 1,08                        | 1,08                        | 1,15                        | 1,14 |
| Saint-Denis-en-Val         | NC      | NC                          | 1,67                        | 1,75                        | 1,77                        | 1,60                        | 1,59                        | 1,58 |
| Saint-Hilaire-Saint-Mesmin | 1,20    | Entre 1,07 € et 1,45 € / m³ | Entre 1,11 € et 1,23 € / m³ | Entre 1,20 € et 1,28 € / m³ | Entre 1,23 € et 1,37 € / m³ | Entre 1,29 € et 1,33 € / m³ | Entre 1,29 € et 1,59 € / m³ | 1,28 |
| Saint-Jean-de-Braye        | 1,18    | 1,59                        | 1,61                        | 1,73                        | 1,63                        | 1,55                        | 1,55                        | 1,53 |
| Saint-Jean-de-la-Ruelle    | NC      | 1,66                        | NC                          | NC                          | NC                          | NC                          | NC                          | NC   |
| Saint-Jean-le-Blanc        | 1,60    | 1,75                        | 1,79                        | 1,85                        | NC                          | 1,89                        | 1,88                        | 2,02 |
| Saint-Pryvé-Saint-Mesmin   | NC      | 2,12                        | 2,15                        | NC                          | NC                          | NC                          | NC                          | NC   |
| Saran                      | 0,93    | 1,15                        | 1,45                        | 1,61                        | 1,65                        | 1,65                        | 1,65                        | 1,65 |
| Semoy                      | NC      | 1,42                        | 1,50                        | NC                          | NC                          | 1,57                        | 1,59                        | 1,57 |
|                            |         |                             |                             |                             |                             |                             |                             |      |
| Loiret                     |         |                             | 1,76                        | 1,7                         | 1,66                        | 1,69                        |                             |      |
| France                     |         |                             | 1,93                        | 1,96                        | 2                           | 2,03                        |                             |      |

### Eaux usées

#### Assainissement collectif
| Commune                    | 2008                      | 2009                        | 2010                        | 2011                        | 2012                        | 2013                        | 2014                        | 2015 |
| -------------------------- | ------------------------- | --------------------------- | --------------------------- | --------------------------- | --------------------------- | --------------------------- | --------------------------- | ---- |
| Boigny-sur-Bionne          | 1,64                      | 2,10                        | 2,15                        | 2,22                        | 2,26                        | 2,32                        | 2,36                        | 2,37 |
| Bou                        | 1,64                      | 2,10                        | 2,15                        | 2,22                        | 2,26                        | 2,32                        | 2,36                        | 2,37 |
| Chanteau                   | 1,64                      | 2,10                        | 2,15                        | 2,22                        | 2,26                        | 2,32                        | 2,36                        | 2,37 |
| La Chapelle-Saint-Mesmin   | 1,64                      | 2,10                        | 2,15                        | 2,22                        | 2,26                        | 2,32                        | 2,36                        | 2,37 |
| Chécy                      | 1,64                      | 2,10                        | 2,15                        | 2,22                        | 2,26                        | 2,32                        | 2,36                        | 2,37 |
| Combleux                   | 1,64                      | 2,10                        | 2,15                        | 2,22                        | 2,26                        | 2,32                        | 2,36                        | 2,37 |
| Fleury-les-Aubrais         | 1,64                      | 2,10                        | 2,15                        | 2,22                        | 2,26                        | 2,32                        | 2,36                        | 2,37 |
| Ingré                      | 1,64                      | 2,10                        | 2,15                        | 2,22                        | 2,26                        | 2,32                        | 2,36                        | 2,37 |
| Mardié                     | 1,64                      | 2,10                        | 2,15                        | 2,22                        | 2,26                        | 2,32                        | 2,36                        | 2,37 |
| Marigny-les-Usages         | 1,64                      | 2,10                        | 2,15                        | 2,22                        | 2,26                        | 2,32                        | 2,36                        | 2,37 |
| Olivet                     | 1,64                      | 2,10                        | 2,15                        | 2,22                        | 2,26                        | 2,32                        | 2,36                        | 2,37 |
| Orléans                    | 1,64                      | 2,10                        | 2,15                        | 2,22                        | 2,26                        | 2,32                        | 2,36                        | 2,37 |
| Ormes                      | 1,64                      | 2,10                        | 2,15                        | 2,22                        | 2,26                        | 2,32                        | 2,36                        | 2,37 |
| Saint-Cyr-en-Val           | 1,64                      | 2,10                        | 2,15                        | 2,22                        | 2,26                        | 2,32                        | 2,36                        | 2,37 |
| Saint-Denis-en-Val         | 1,64                      | 2,1                         | 2,15                        | 2,22                        | 2,26                        | 2,32                        | 2,36                        | 2,37 |
| Saint-Hilaire-Saint-Mesmin | Entre 1,64 € et 2,47 €/m3 | Entre 2,10 € et 2,88 € / m³ | Entre 2,15 € et 2,79 € / m³ | Entre 2,22 € et 3,18 € / m³ | Entre 2,26 € et 3,27 € / m³ | Entre 2,32 € et 3,14 € / m³ | Entre 2,36 € et 3,13 € / m³ | 2,37 |
| Saint-Jean-de-Braye        | 1,64                      | 2,10                        | 2,15                        | 2,22                        | 2,26                        | 2,32                        | 2,36                        | 2,37 |
| Saint-Jean-de-la-Ruelle    | 1,64                      | 2,10                        | 2,15                        | 2,22                        | 2,26                        | 2,32                        | 2,36                        | 2,37 |
| Saint-Jean-le-Blanc        | 1,64                      | 2,10                        | 2,15                        | 2,22                        | 2,26                        | 2,32                        | 2,36                        | 2,37 |
| Saint-Pryvé-Saint-Mesmin   | 1,64                      | 2,10                        | 2,15                        | 2,22                        | 2,26                        | 2,32                        | 2,36                        | 2,37 |
| Saran                      | 1,64                      | 2,10                        | 2,15                        | 2,22                        | 2,26                        | 2,32                        | 2,36                        | 2,37 |
| Semoy                      | 1,64                      | 2,10                        | 2,15                        | 2,22                        | 2,26                        | 2,32                        | 2,36                        | 2,37 |
|                            |                           |                             |                             |                             |                             |                             |                             |      |
| Loiret                     |                           |                             | 2,07                        | 2,19                        | 2,25                        | 2,38                        |                             |      |
| France                     |                           |                             | 1,73                        | 1,82                        | 1,85                        | 1,89                        |                             |      |

#### Assainissement non collectif
Le prix de l'assainissement non collectif est au 1er janvier de l'année 2016 de 76,98 € pour un diagnostic de bon fonctionnement et d'entretien.